# Masakiyo Maezono
Masakiyo Maezono (前園 真聖, Maezono Masakiyo), né le 29 octobre 1973 à Satsumasendai, est un footballeur international japonais des années 1990 et 2000.

## Biographie
Pouvant évoluer comme milieu ou en attaque, Masakiyo Maezono est international nippon à 19 reprises (1994-1997) pour 4 buts.
Il participe aux jeux olympiques de 1996. Titulaire lors de tous les matchs (Nigeria, Brésil et Hongrie), il prend un carton jaune contre le Nigeria à la 86e minute et inscrit deux buts contre la Hongrie (39e et 91e sur pénalty). Le Japon est éliminé au premier tour.
Il participe à la Coupe d'Asie des nations de football 1996. Il est titulaire lors de tous les matchs (Syrie, Ouzbékistan, Chine et Koweït), et inscrit deux buts contre l'Ouzbékistan (à la 86e et à la 90e minute). Le Japon est éliminé en quarts.
Il joue dans différents clubs japonais (Yokohama Flügels, Tokyo Verdy 1969 et Shonan Bellmare), brésiliens (Santos FC et Goiás EC) et sud-coréens (Anyang LG Cheetahs et Incheon United). Au Japon, il remporte une Coupe du Japon, ainsi qu'un Supercoupe d'Asie. Au Brésil, il remporte la Coupe CONMEBOL et une D2 brésilienne. Il ne remporte rien en Corée du Sud. Il fait aussi partie de la J-League Best Eleven en 1996.

## Palmarès
- Supercoupe d'Asie
  - Vainqueur en 1995
- Coupe d'Asie des vainqueurs de coupes
  - Vainqueur en 1995
- Coupe du Japon de football
  - Vainqueur en 1993
- Supercoupe du Japon
  - Finaliste en 1997
- Coupe CONMEBOL
  - Vainqueur en 1998
- Championnat de Série B de football
  - Champion en 1999